# Dine Potter
Dine Potter (sinh ngày 4 tháng 9 năm 1975) là một vận động viên chạy nước rút người Antigua và Barbuda. Bà đã tham gia cuộc thi tiếp sức 4 × 100 mét nữ tại Thế vận hội Mùa hè 1996.